# غازوم
شركة غازوم هي شركة طاقة فنلندية مملوكة للدولة تعمل في دول الشمال الأوروبي. تمتلك غازوم 18  مصافي غاز حيوي في فنلندا والسويد والدنمارك، وهي أكبر مُعالج للنفايات القابلة للتحلل الحيوي في دول الشمال الأوروبي .  بالإضافة إلى ذلك، تبيع شركة غازوم طاقة الرياح وتقدم خدمات متنوعة لسوق الطاقة. وهي بصدد بناء شبكة محطات تعبئة غاز ستُستخدم أيضًا للمركبات الثقيلة. 

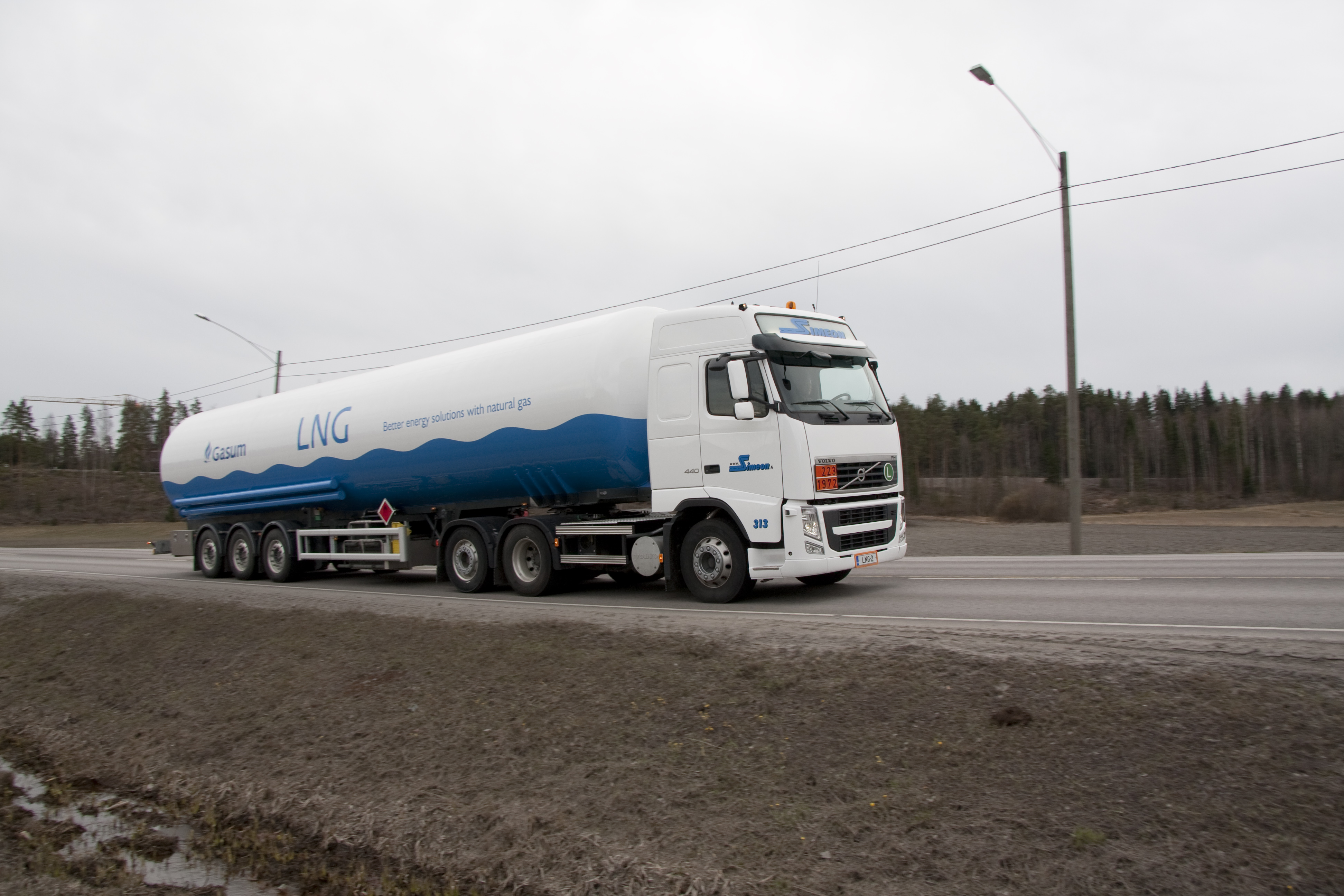
يمكن لشركة غازوم توصيل الغاز الطبيعي المسال والغاز الطبيعي المضغوط بواسطة الشاحنات إلى السفن البحرية أو الصناعة أو محطة تعبئة الغاز.
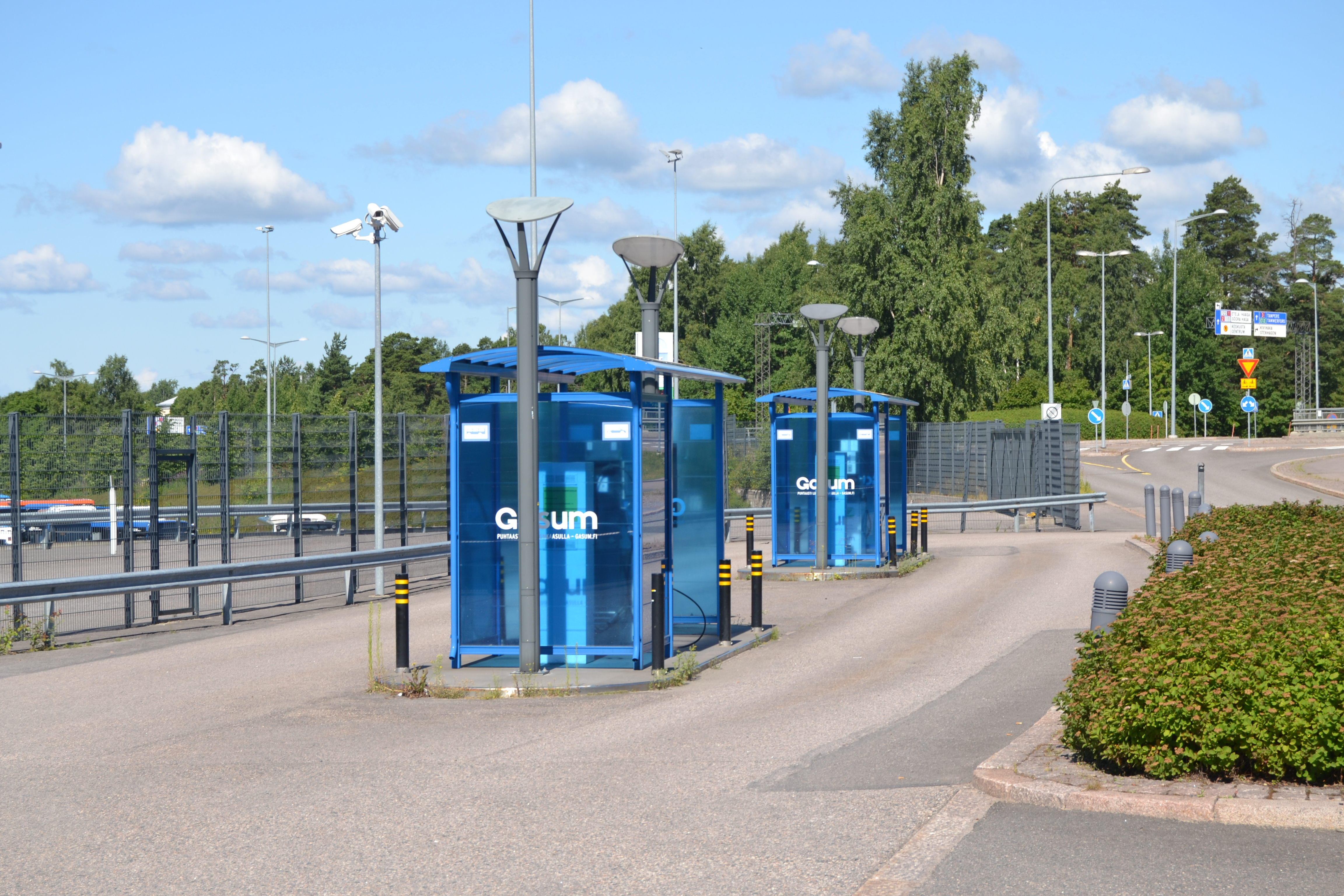
محطة تعبئة الغاز في روسكياسو، هلسنكي .
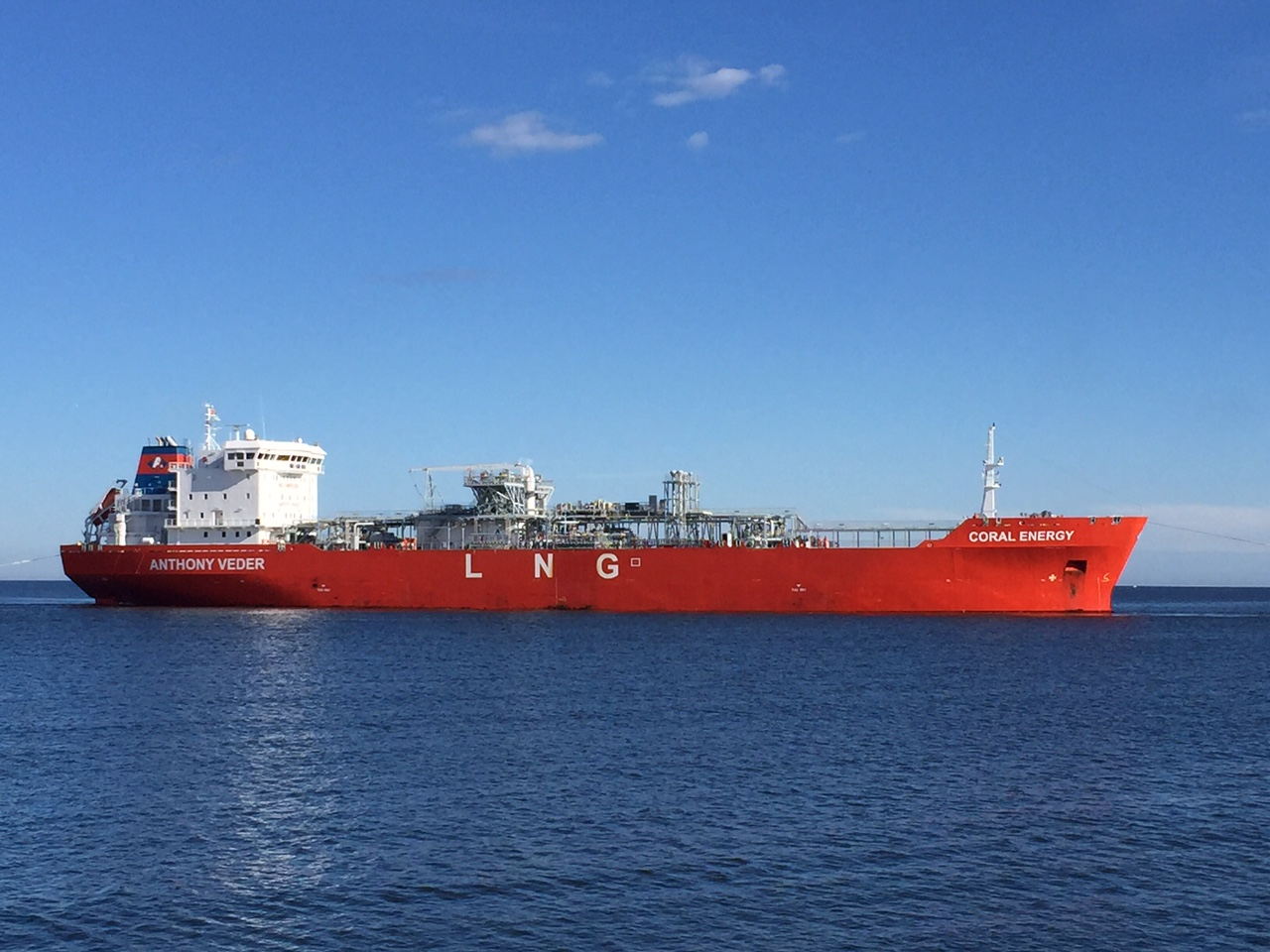
تقوم شركة غازوم بتوصيل الغاز الطبيعي المسال عبر ناقلات إلى محطات تقع في فنلندا والسويد والنرويج.

## أنظر أيضاً
- الطاقة في فنلندا

## روابط خارجية
- الموقع الرسمي